# Tratado de Mantes
El Tratado de Mantes fue firmado el 22 de febrero de 1354 en Mantes-la-Jolie por Juan II de Francia y Carlos II de Navarra. Fue consecuencia de la muerte del valido de Juan II y Condestable de Francia, Carlos de España, hijo de Alfonso de la Cerda, a manos de gentes al servicio del rey de Navarra el 8 de enero de 1354.

## Contexto histórico
Juan II, ante la pujanza de Carlos II y el riesgo de una alianza anglo-navarra, buscó la diplomacia antes que el conflicto. Se iniciaron las negociaciones de un acuerdo gracias a la mediación tanto de las reinas Juana de Evreux, tía de Carlos II que había quedado viuda de Carlos IV de Francia, una de las mejores aliadas del monarca navarro, y de Blanca de Évreux, hermana de Carlos II y viuda de Felipe VI de Francia, como del papa Inocencio VI, a quien se había confesado culpable el rey navarro, y del cardenal Guido de Bolonia, que sería nombrado por Juan II el 8 de febrero de 1354 como intermediario de las negociaciones, y aceptado también por Carlos II. La presión sobre el monarca francés aumentó cuando el duque de Láncaster se preparaba el 21 de febrero para cruzar el Canal de la Mancha con 500 hombres de armas y 1000 arqueros.

## Contenido del tratado
Por el tratado, Felipe de Évreux fue amnistiado. Además, Carlos II de Navarra, recibía 38.000 libras tornesas de renta en tierras en compensación a su renuncia a los condados de Champaña y Bria que se le adeudaban por razón de su matrimonio. También renunciaba a reclamar las castellanías de Asnières-sur-Oise, Pontoise y Beaumont-sur-Oise, que le correspondían por su matrimonio con Juana, hija menor de Juan II, pero que nunca le habían sido entregadas. En contrapartida recibía el condado de Beaumont-le-Roger, los castillos de Breteuil-sur-Iton, Conches-en-Ouche y el vizcondado Pont-Audemer, la península de Cotentin con la villa de Cherburgo, y los vizcondados de Carentan, Coutances y Valognes en Normandía. También se le prometió el pago en metálico de otras 12.000 libras por la dote de su mujer, Juana de Valois, redactando por escrito los contratos matrimoniales.
El tratado le concedía además autorización para celebrar una junta anual y la prerrogativa ducal para impartir justicia sobre cualquier asunto sin posibilidad de apelar sus sentencias ante el parlamento de París. Además, se aseguraba la recepción de la dote concertada con motivo de su matrimonio con Juana, una enorme fortuna de 60 000 monedas de oro.

## Consecuencias
El 4 de marzo de 1354 Carlos II se presenta en el Parlamento de París y logra el perdón para él, sus hermanos y demás cómplices respecto de la muerte del condestable.
En su conjunto, a pesar de la pérdida de las castellanías situadas en las regiones centrales de Vexin y de la Isla de Francia, el tratado supuso una importante victoria para Carlos de Navarra, que obtenía todas las prerrogativas inherentes al ducado de Normandía, sin ostentar el título, además de hacerse perdonar —tanto él como el resto de implicados— por el mencionado asesinato de Carlos de la Cerda.